# 42 TCN
Năm 42 TCN là một năm trong lịch Julius. 

## Sự kiện
Trận Philippi: Tam hùng Marcus Antonius và Augustus đánh trận quyết định với Brutus và Cassius.